# Sevilla Fútbol Club (féminines)
Maillots
Actualités
Le Sevilla Fútbol Club Femenino est un club de football féminin espagnol situé à Séville, fondé en 2007. L'équipe joue en Liga F. 

## Histoire

### CD Hispalis
Le CD Hispalis est un club d'un quartier de Séville fondé en 1972. En 1992, il crée une section de football féminin.
En 2004, le Séville FC acquiert l'équipe féminine du CD Hispalis, qui peut utiliser les couleurs et les installations du club, il gardera toutefois le nom de CD Hispalis et joue en première division. Lors de la saison 2005-2006, l'équipe est vice-championne et la saison suivante atteint les demi-finales de la Coupe de la Reine.
En fin de saison 2007-2008, le club termine à la dernière place et est relégué en deuxième division.

### Sevilla Fútbol Club
Le FC Séville se sépare du CD Hispalis, et fonde sa propre section féminine en 2007. Lors de la saison 2008-2009, le club de Séville, formé en majorité d'anciennes joueuses de Hispalis, est promu en première division.
En 2015, le club sera relégué mais retrouvera la première division en 2017.